# Latrodectus diaguita
Espèce
Latrodectus diaguita est une espèce d'araignées aranéomorphes de la famille des Theridiidae.

## Distribution
Cette espèce est endémique d'Argentine.

## Publication originale
- Carcavallo, 1960 : Una nueva Latrodectus y consideraciones sobre las especies del género en la Republica Argentina (Arach. Theridiidae). Neotropica, vol. 5, p. 85-94.